# Cuatro Modernizaciones
Las Cuatro Modernizaciones fueron objetivos establecidos por Zhou Enlai en 1963, y promulgados por Deng Xiaoping a partir de 1977, para fortalecer la agricultura, industria, defensa nacional, ciencia y tecnología de China. Las Cuatro Modernizaciones se adoptaron en 1978, tras la muerte de Mao Zedong, como un medio de rejuvenecer la economía de China, y fueron una de las características que definieron el mandato de Deng Xiaoping al frente del partido.
Se introdujeron en enero de 1963 en la Conferencia de Trabajo Científico y Tecnológico celebrada en Shanghái. En ella Zhou Enlai pidió a los profesionales de las ciencias realizar las "Cuatro Modernizaciones." En febrero de 1963, en la Conferencia Nacional de Trabajo Científico y Tecnológico en Agricultura, Nie Rongzhen se refirió específicamente a las Cuatro Modernizaciones como agricultura, industria, defensa nacional, y ciencia y tecnología. En 1975, en uno de sus últimos actos públicos, Zhou Enlai dio otro paso para las Cuatro Modernizaciones en la cuarta Asamblea Popular Nacional de China. Después de la muerte de Zhou y la de Mao poco después, Deng Xiaoping asumió el control del partido, a finales de 1978. En diciembre de 1978, en el Tercer Pleno del 11º Comité Central, Deng Xiaoping anunció el lanzamiento oficial de las Cuatro Modernizaciones, lo que marca oficialmente el inicio de la época de reformas.
- Agricultura: Hasta 1978 la agricultura se había basado en la colectivización. La mayor parte de la tierra era propiedad pública. Deng puso en marcha dos reformas para un aumento en la productividad: la extensión de las parcelas privadas y el trabajo de tierras.

- Industria: Abandona la autosuficiencia económica y la desconfianza extranjera. Abre distintas zonas a favor de aumentar las industrias. Se les permitió incentivos a los trabajadores, y la libre elección del trabajo. Se terminó parcialmente la fijación de precios por parte del estado. Se concedió más libertad para fijar salario, contratar y despedir los trabajadores. Se permitió la creación de empresas privadas.

- Defensa nacional: Fueron reintroducidos los grados militares, la milicia perdió su independencia y fue reducida a una reserva utilizada en caso de guerra. Aumentó el ejército.

- Ciencia y tecnología: Aportó dinero a escuelas de calidad, los mejores estudiantes fueron enviados a las mejores universidades en el extranjero para aprender su cultura y progreso. Todo esto se hizo para mejorar su educación y así la ciencia y tecnología.

La modernización de la ciencia y la tecnología, aunque fue entendida por los líderes chinos como clave para la transformación de la industria y la economía, resultó ser un objetivo más teórico que alcanzable. Esto se debió principalmente al aislamiento durante décadas de los científicos chinos de la comunidad internacional occidental, universidades anticuadas, y una falta general de acceso a equipamiento científico avanzado, tecnologías de la información y conocimientos de gestión. Reconociendo la necesidad de asistencia técnica para estimular esta importante modernización, el Gobierno Chino obtuvo el apoyo del Programa de las Naciones Unidas para el Desarrollo (UNDP) en otoño de 1978 para proporcionar recursos financieros para la implementación de un conjunto inicial de proyectos específicos. Los proyectos iniciales de 1979-1984 incluían el establecimiento de programas de formación en el extranjero, programas académicos, centros de procesamiento de información como unidades clave del gobierno, y el desarrollo de métodos para tomar decisiones informadas en el contexto chino basadas en los principios del mercado. El asesor principal del Gobierno Chino en nombre del UNDP fue Jack Fensterstock de Estados Unidos. Este primer esfuerzo de asistencia técnica (CPR/79-001) del UNDP llevó a la entrada de organismos de financiación multilaterales a gran escala, incluido el Banco Mundial y el Asian Development Bank.
Las Cuatro Modernizaciones se diseñaron para hacer que China fuera una gran potencia económica a comienzos del siglo XXI. Estas reformas esencialmente subrayaron la autosuficiencia económica. La República Popular China decidió acelerar el proceso de modernización aumentando el volumen de comercio extranjero, para lo que abrió sus mercados, destacando especialmente la adquisición de maquinaria de Japón y el Mundo Occidental. Con este crecimiento impulsado por las exportaciones, China pudo acelerar su desarrollo económico mediante inversión extranjera, un mercado más abierto, acceso a tecnologías avanzadas y experiencia de gestión.

## Controversia
El 5 de diciembre de 1978 en Pekín, el antiguo guardia rojo Wei Jingsheng colgó en el Muro de la Democracia un dazibao en el que pedía la "democracia" como la Quinta Modernización. Fue arrestado pocos meses después y encarcelado durante 15 años.

## Más información
- Hsü, Immanuel C. Y. (2000). The Rise of Modern China (6th edición). New York: Oxford University Press. ISBN 0-19-512503-7.
- Evans, Richard (1995). Deng Xiaoping and the Making of Modern China (2nd edición). London: Penguin Books. ISBN 0-14-013945-1.
- Esta obra contiene una traducción  derivada de «Four Modernizations» de Wikipedia en inglés, concretamente de esta versión, publicada por sus editores bajo la Licencia de documentación libre de GNU y la Licencia Creative Commons Atribución-CompartirIgual 4.0 Internacional.

- Datos: Q636187